# Val de Moiry
De Val de Moiry is een zijdal van de Val d'Anniviers in het Zwitserse kanton Wallis.
In de tweede helft van de twintigste eeuw is in de Val de Moiry een stuwmeer (de Moiry) aangelegd, waardoor het dal nu onbewoond is. Bovenaan het stuwmeer begint de Moirygletsjer. Ten oosten van deze gletsjer kan men de Cabanne de Moiry (2825 m) bereiken. Dit is een berghut die thans geschikt is voor kleine groepen toeristen, die van deze hut verder de bergen in kunnen. In de zomer van 2008 zijn werkzaamheden gestart om deze berghut uit te breiden.
De Val de Moiry ligt in het grotere Val d'Anneviers. Dit dal splitst zich aan het einde in twee dalen: de Val de Moiry, naar het westen, en de Val de Zinal, naar het oosten. Aan de zuidzijde grenst de Val de Moiry aan Italië.